# Grammetaria africana
Grammetaria africana är en armfotingsart som beskrevs av Norton Hiller 1986. Grammetaria africana ingår i släktet Grammetaria och familjen Frieleiidae. Inga underarter finns listade i Catalogue of Life.